# Greßelgrund
Greßelgrund ist ein Gemeindeteil des Marktes Maroldsweisach im unterfränkischen Landkreis Haßberge in Bayern.

## Geographie
Das Dorf liegt im nordöstlichen Teil des Landkreises am Südhang des Tannenbergs und am Erlbach, einem linken Zufluss der Baunach. Im Ortsbereich befinden sich zwei Mühlen, die im 16. Jahrhundert erstmals erwähnte Obere Mühle und die 1755 errichtete Bastenmühle. Durch Greßelgrund führen Gemeindeverbindungsstraßen nach Ditterswind, Marbach und Gemeinfeld. 

## Geschichte
Die erste Nennung war 1232 in der Teilungsurkunde des Würzburger Bischofs Hermann, in der Ebern von der Pfarrei Pfarrweisach getrennt wurde und unter anderem „Cresselberc“ bei der Mutterkirche verblieb. Thein von Lichtenstein gehörte 1352 der Zehnt. 1381 waren außerdem die Herren von Stein zu Altenstein Lehensträger. Im Zuge einer Verpfändung einer Wiese und eines Ackers tauchte 1480 der Name „Gresseldorf“ auf. Gemäß einer Urkunde aus dem Jahr 1541 erhielt Veit von Stein ein „viertheil am gehultz im gresselgrundt“. Die Herren von Stein besaßen die niedere Gerichtsbarkeit in dem Ort. 1705 fiel die Dorfherrschaft, wie auch in Ditterswind, an Hannibal von Stein, jüngster Sohn von Casimir von Stein. 1799 besaßen außerdem die Herren von Lichtenstein drei Sölden in Greßelgrund. 1841 erwarb der Kitzinger Weingutbesitzer und Magistratsrat Carl Otto Deuster die Besitzungen von verschiedenen Erbengemeinschaften.
„Cresselberc“ teilte Bischof Hermann im Jahr 1232 der Kapelle Ermershausen zu. 1764 schlossen sich die Gresselgründer der Pfarrei Maroldsweisach an und 1819 folgte die Umpfarrung in das näher gelegene Ditterswind.
Greßelgrund gehörte zum 1818 gegründeten Gemeindeverband Gemeinfeld, der 1862 in das neu geschaffene bayerische Bezirksamt Königshofen eingegliedert wurde. Ab 1848 war das Landgericht Hofheim für Greßelgrund zuständig. 1871 zählte der Ort 68 Einwohner und 25 Gebäude. Das Dorf gehörte zum Sprengel der katholischen Pfarrei im 2,5 Kilometer entfernten Gemeinfeld, wo sich auch die katholische Schule befand. Die zuständige evangelisch-lutherische Pfarrei und evangelische Schule waren im 2,0 Kilometer entfernten Ditterswind. Im Jahr 1900 wurde die Landgemeinde Gemeinfeld dem neu gegründeten Bezirksamt Hofheim zugeordnet. Sie hatte 332 Einwohner, von denen 281 katholisch waren. Der Ortsteil Greßelgrund zählte 65 Einwohner in 12 Wohngebäuden. und 1925 lebten in dem Ort 35 Personen in 8 Wohngebäuden.
1950 hatte das Dorf 7 Wohngebäude mit 44 Einwohnern. Im Jahr 1970 zählte Greßelgrund 36, 1987 58 Einwohner sowie 14 Wohnhäuser mit 14 Wohnungen. Am 1. Juli 1972 wurde der Landkreis Hofheim aufgelöst. Gemeinfeld kam mit Greßelgrund zum Haßberg-Kreis und wurde nach Burgpreppach eingemeindet. Am 1. Juni 1976 folgte die Umgliederung des Dorfes nach Maroldsweisach.